# 尤妃 (明思宗)
尤妃（？—1651年6月10日），名失考。中國古代明朝皇族女性，崇祯帝之妃。
尤妃入宫时间、年龄均无考。在明朝事迹不详，明朝灭亡后，在清朝统治下生活。清世祖順治八年四月二十三日（1651年6月10日），尤氏去世。清朝朝廷安葬她按照前朝皇妃之禮。依然调撥太監为她守墳。。